# Lycée impérial Alexandre
Le lycée impérial Alexandre, en russe : Императорский Александровский лицей (Imperatorski Alexandrovski litseï), est un ancien établissement d'enseignement secondaire de garçons situé à Saint-Pétersbourg dans un terrain limité par la perspective Kamennoostrovski (d'après l'île du même nom), la rue Röntgen (avant 1923, rue du Lycée), et la grande rue de la Monnaie (Bolchaïa Monetnaïa oulitsa). L'ensemble architectural appartient à la liste du patrimoine fédéral protégé.
C'était le lycée de garçons le plus prestigieux de la capitale impériale et l'héritier du lycée de Tsarskoïe Selo.

## Historique

### Avant 1843
Dans la première moitié du XVIIIe siècle, le terrain est occupé par un hôtel particulier, puis par un orphelinat ouvert par la chancellerie de l'impératrice Marie, mère d'Alexandre Ier. L'orphelinat prend le nom d'orphelinat Alexandre en l'honneur de l'empereur, son fils. Le bâtiment principal dont l'entrée se trouve au no 21 de la perspective Kamennoostrovski est construit entre 1831 et 1834 d'après les plans de Louis Charlemagne (1784-1845), pour remplacer l'ancien bâtiment de bois endommagé par l'inondation de 1824. Une chapelle est consacrée en 1834 au milieu du deuxième étage sous la patronage de l'impératrice Alexandra et une croix dorée installée au milieu du fronton central. Un square, entouré d'une grille de fonte, est aménagé devant l'édifice en 1838-1839. Plus tard, deux ailes sont construites ainsi qu'un bâtiment de service à l'arrière en 1841-1843.

### De 1844 à 1917

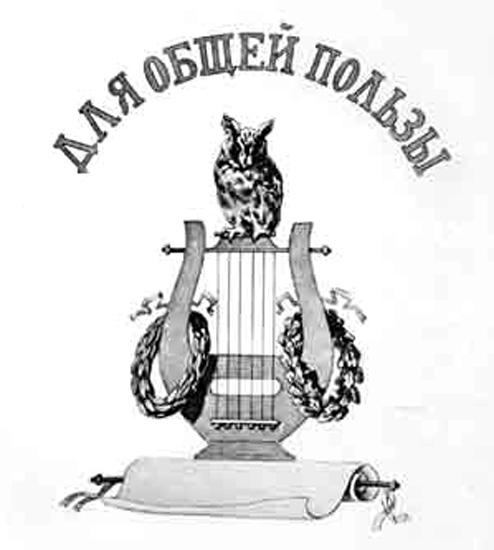
Emblème du lycée

Le 6 septembre 1843 le lycée de Tsarskoïe Selo déménage, par oukaze de Nicolas Ier, dans les locaux de l'orphelinat qui est donc renommé en « lycée impérial Alexandre ».
Le programme et l'organisation de l'enseignement sont transformés par rapport à celui de l'ancien lycée de Tsarskoïe Selo. Ainsi les rentrées scolaires de nouveaux élèves ont lieu tous les ans, et non plus tous les trois ans comme autrefois. De nouvelles matières sont enseignées, notamment afin de concorder avec deux préoccupations importantes de l'époque, l'agronomie et l'architecture civile. Plus tard, l'enseignement se calque sur la préparation à l'entrée de la faculté juridique de l'université de Saint-Pétersbourg qui formait des spécialistes du droit et surtout de futurs serviteurs de l'État dans la fonction publique. Cependant l'enseignement du lycée Alexandre est plus général et plus étendu que d'autres lycées de la capitale impériale. Il est basé avant tout sur les humanités: histoire, histoire de la littérature, logique, psychologie, latin et étude de l'antiquité classique, grec ancien, religion, et les matières scientifiques mathématiques, algèbre, physique-chimie, sciences naturelles. L'enseignement des langues vivantes comprenait l'allemand et le français. Il y avait même des leçons de danse de bal.
Dans les années 1858-1860, on rajoute, du côté du square, un bâtiment avec une grande cantine à l'étage et une infirmerie au rez-de-chaussée.
Le  bâtiment principal est rehaussé d'un troisième étage en 1878 et un autre bâtiment à un étage est construit au n°14 de la grande rue de la Monnaie, en 1881. Il est réservé à la préparation des classes (études et devoirs surveillés), tandis que la blanchisserie du lycée se trouve au premier étage. Dans les années 1950-1960, le bâtiment abritait les logements du personnel enseignant des écoles n°68 et n°69. Aujourd'hui ce bâtiment appartient au consulat d'Estonie.
Un buste de bronze d'Alexandre Ier est installé en 1889 près du lycée (détruit après 1917), puis en 1899 un buste de Pouchkine au milieu du square pour le centenaire de la naissance du poète.

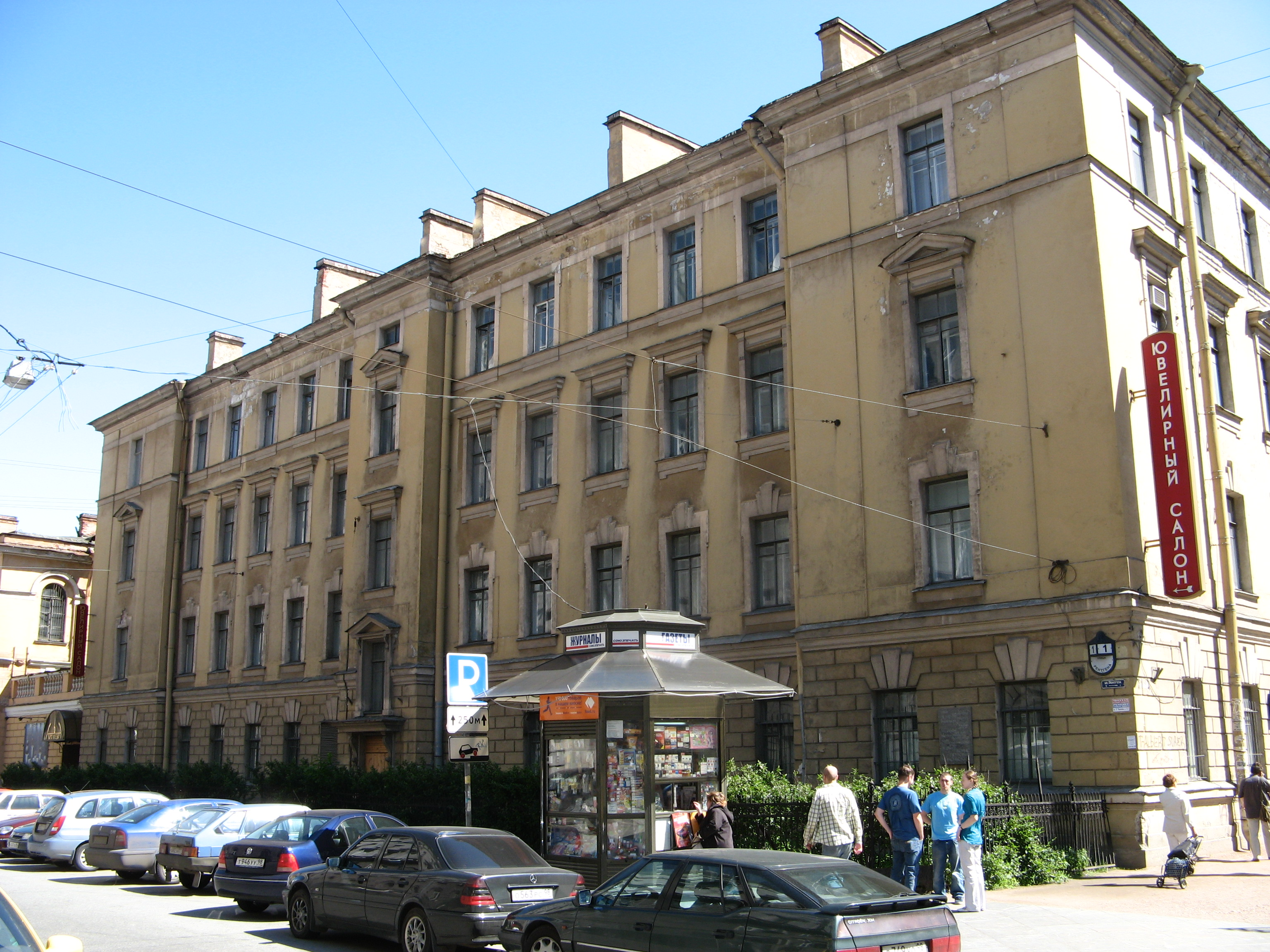
Façade de l'ancien bâtiment de la rue du Lycée

Au n°1/23 de la rue du Lycée (aujourd'hui rue Rötgen) on construit en 1903-1905 un bâtiment pour les logements des éducateurs et de certains enseignants du lycée.
Un incendie endommage le corps principal du lycée en 1910. Il est restauré par l'architecte Ivan Fomine.

### Après 1917
En février 1917, le lycée perd son épithète d'impérial. Les vacances ont lieu à la fin du printemps en juin. La rentrée d'octobre se fait avec des cours épisodiques dans une période extrêmement troublée, mais les cours sont plus ou moins assurés jusqu'au printemps 1918. Le soviet des commissaires du Peuple le ferme en mai et installe à la place le « polytechnicum prolétaire ».
Après la guerre civile, la bibliothèque du lycée se retrouve à Sverdlovsk. Environ deux mille ouvrages sont transférés à Moscou en 1938 au musée d'État de la littérature, d'autres en 1970 au musée Pouchkine.
En 1917, divers soviets et comités s'installent dans le bâtiment principal (état-major de la Garde rouge, annexe du parti bolchévique du quartier, etc.) Après la Seconde Guerre mondiale, on y ouvre l'école n°69 au rez-de-chaussée et au premier étage et l'école n°68, aux deux derniers étages.

### L'affaire des lycéens
En 1925, une nouvelle vague de répression de la Guépéou s'abat sur les milieux intellectuels de l'ancienne capitale. Elle prend le nom d'« affaire des lycéens », car elle frappe un grand nombre d'anciens élèves et enseignants du lycée, dont son dernier directeur, Vladimir Schilder (1855-1925) qui meurt en prison, et l'ancien ministre Nikolaï Galitzine (1850-1925) qui est fusillé le 2 juillet 1925.
Cette série de procès fabriqués accuse les victimes d'activités contre-révolutionnaires. Des centaines de personnes sont emprisonnées, dont Valerian Tchoudovski, et vingt-six sont fusillées.

## Aujourd'hui
Aujourd'hui l'édifice accueille un collège d'enseignement supérieur de management et d'économie « Lycée Alexandre ». Dans une des ailes se trouve aujourd'hui l'« hôtel Alexander House Inspiration ». le bâtiment de la rue Röntgen abrite quant à lui l'institut du Radium « Khlopine ».
L'ancien bâtiment de service a été acheté par le consulat d'Estonie pour y installer ses locaux.

## Enseignants et lycéens notables

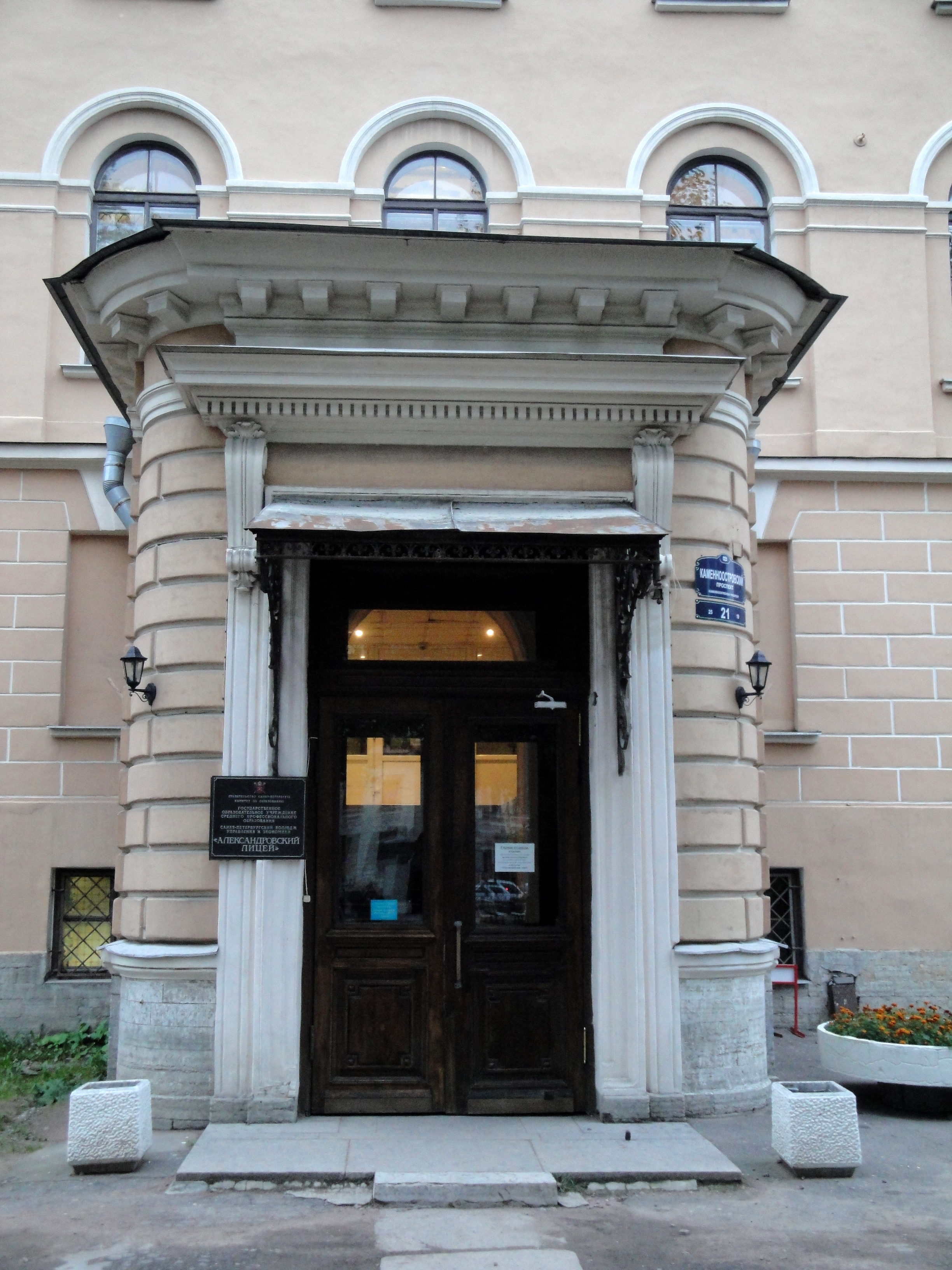
Entrée du lycée

### Lycéens
- Alexandre Axakov, promotion de sortie 1851
- Prince Nikolaï Galitzine, promotion de sortie 1871
- Nicolas de Giers
- Alexandre Izvolski
- Comte Vladimir Kokovtsov, promotion de sortie 1872 avec médaille d'or
- Vladimir Lambsdorff
- Alexis Lobanov-Rostovski, il fait partie de la première promotion de 1844 après le transfert
- Prince Oleg Constantinovitch de Russie, promotion de sortie 1913 avec médaille d'argent
- Édouard Pleske, promotion de sortie 1872
- Andreï Sabourov, promotion de sortie 1854
- Vassili Safonov, promotion de sortie 1872
- Mikhaïl Saltykov-Chtchedrine, il fait partie de la première promotion de 1844 après le transfert
- Valerian Tchoudovski, promotion de sortie 1904

### Enseignants
- Alexandre Arkhanguelski (professeur de chant)
- Vladimir Benechevitch (droit canonique)
- Joseph Cournand (français)
- Ivan Greaves (histoire)
- Yakov Grot (lettres russes)
- Nikolaï Kareïev (histoire)
- Sergueï Platonov (histoire)
- Vassili Safonov (il enseigne la musique au lycée et y fonde une chorale alors qu'il était au conservatoire de Saint-Pétersbourg).

### Directeurs
On peut remarquer l'origine allemande de la Baltique ou allemande de Russie de la plupart des directeurs.
- Dmitri Bronevski (1840-1853)
- Nikolaï Miller (1853-1877)
- Nikolaï Hartmann (1877-1892)
- Baron Ferdinand von Wrangel (1892-1896)
- Fiodor von Feldmann (1896-1900)
- Alexandre Salomon (1900-1908)
- Vladimir Schilder (1910-1917), dernier directeur, mort en prison en 1925

## Illustrations

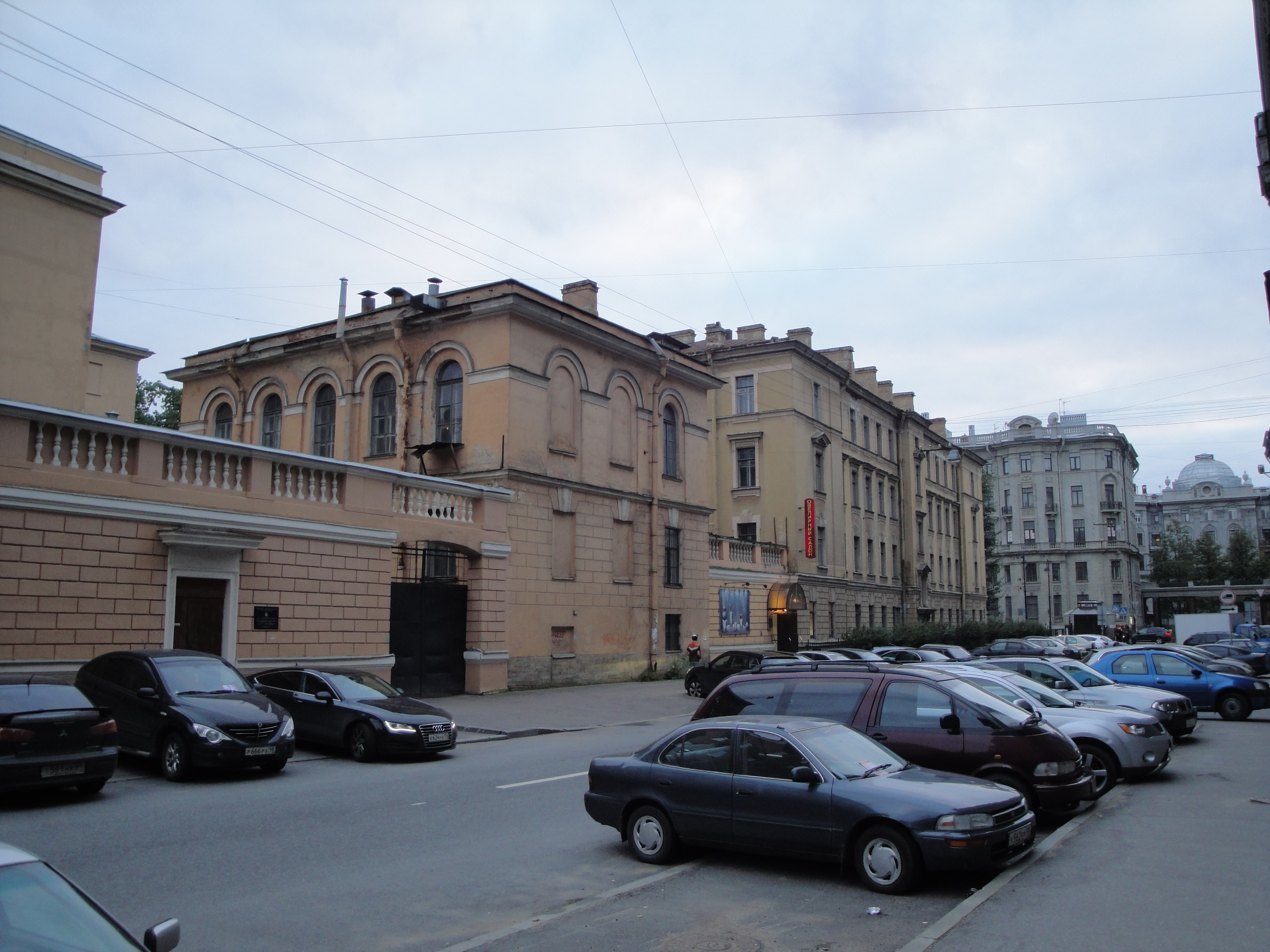
Bâtiments du lycée, rue Rötgen (anciennement rue du Lycée)
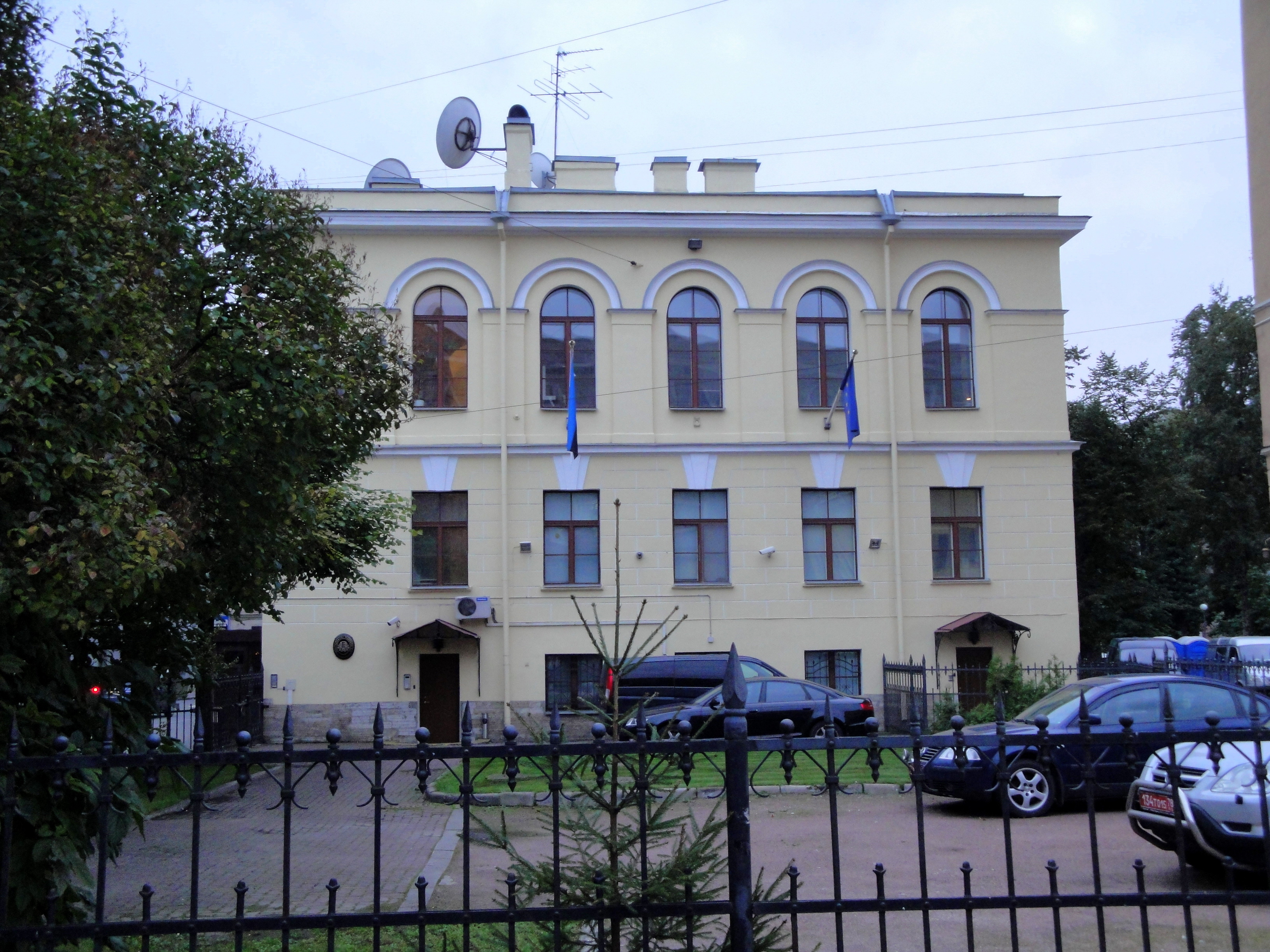
Ancien bâtiment de service, devenu aujourd'hui le consulat d'Estonie
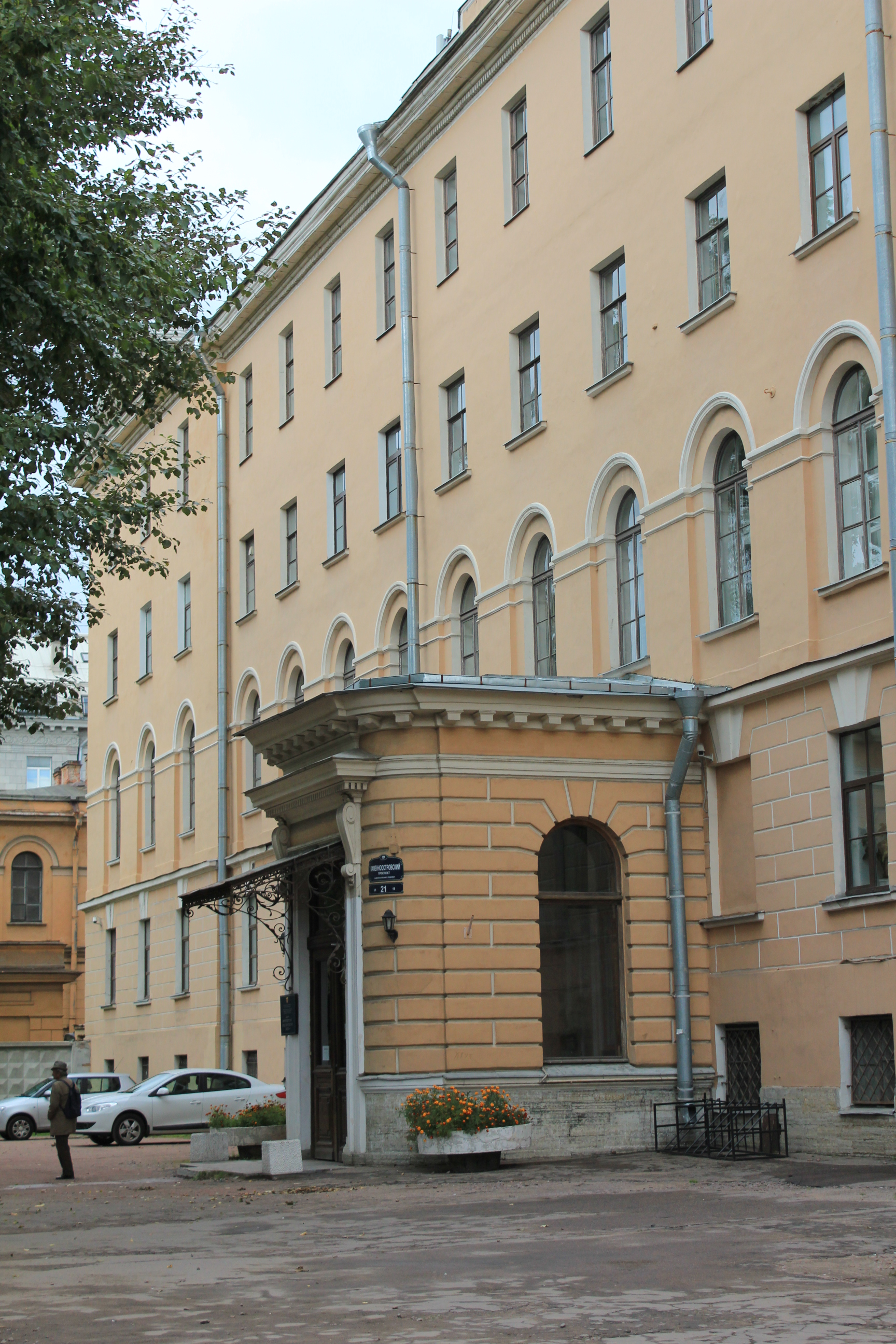
Entrée principale du lycée (en septembre 2013)
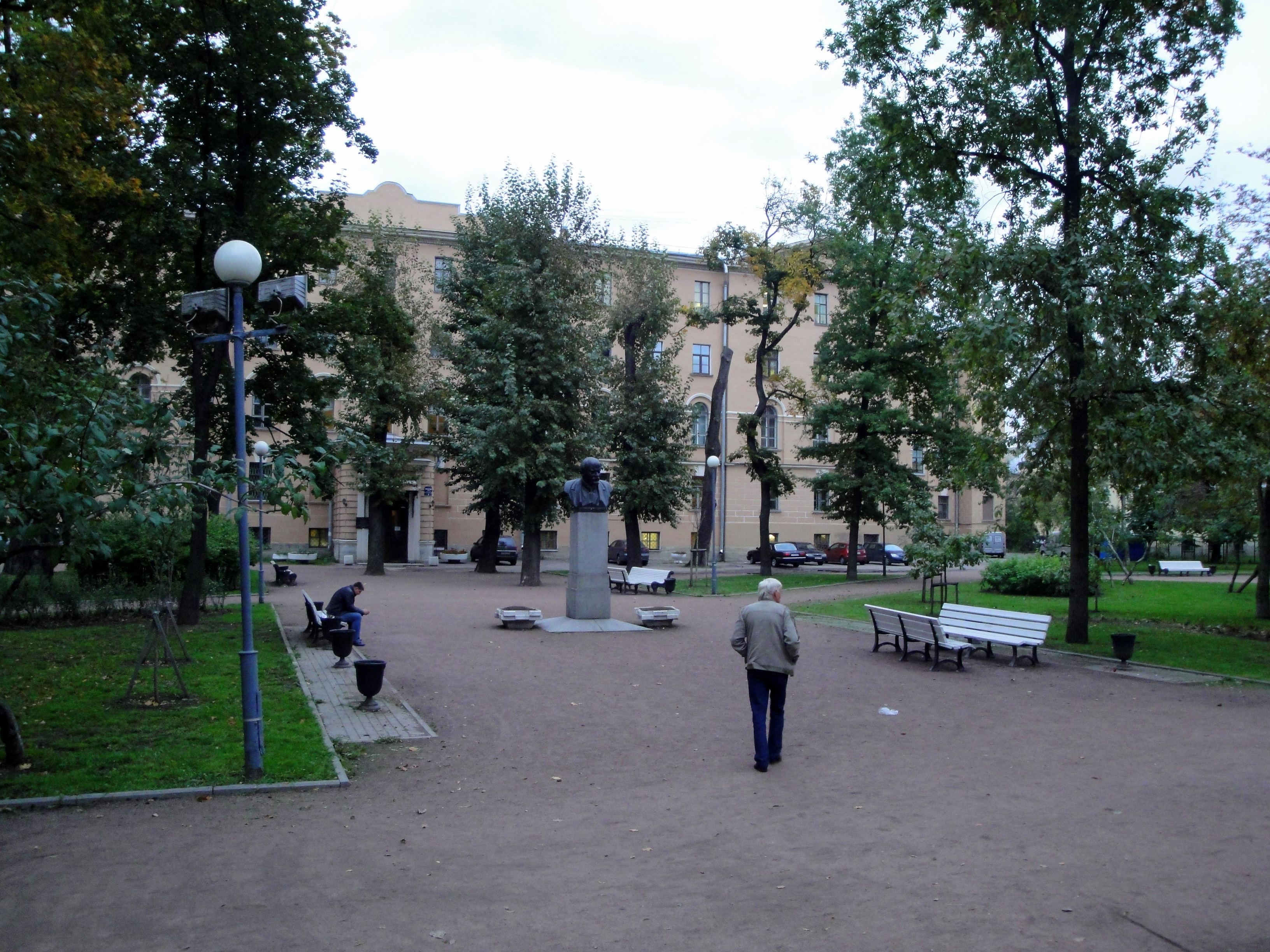
Vue du square devant l'ancien lycée impérial Alexandre, avec le buste de Lénine (1955) au milieu, remplaçant la statue de Pouchkine

## Source
- (ru) Cet article est partiellement ou en totalité issu de l’article de Wikipédia en russe intitulé « Александровский лицей » (voir la liste des auteurs).